# Horvát ábécé
A horvát ábécé a horvát nyelv lejegyzésére használt ábécé, amely a latin ábécén alapul. Ezt az ábécét használja még továbbá a bosnyák, a montenegrói és a szerb nyelv (ez utóbbinak a hivatalos írásmódja cirill írással történik).
Az ábécét Ljudevit Gaj alkotta meg a latin ábécé cseh és lengyel változatából, és 1830-ban Budán publikálta Kratka osnova horvatsko-slavenskog pravopisanja című könyvében. Ez előtt is jelent már meg könyv a horvát írásról, de ezek nem az egységesített írást használták.
Az ábécé 30 betűből áll:
Oktatási jellegű kiadványokban használnak különböző ékezeteket is a magánhangzók felett a hangsúly jelölésére, más kiadványokban ezek nem használatosak. A hangsúlyról bővebben lásd: horvát nyelv.
Idegen eredetű nevekben és még meg nem honosodott szavakban megtalálhatók a q, w, x, y betűk is, de ezek nem részei a hivatalos ábécének, betűrendbe sorolásnál helyük a magyarnak megfelelő.
Az ábécében a dž, lj, nj digráfok (betűkapcsolatok) önálló betűkként kezelendők. Ez azt jelenti, hogy például az nj az összes n kezdetű szó után áll, tehát a njegov a novine után található. A magyar helyesírási szabályokkal megegyezően szókezdetben e betűknek csak az első tagját írják naggyal, kivéve, ha a teljes szó nagybetűvel van írva: Njemačka, de NJEMAČKA. A magyar szokástól eltérően azonban keresztrejtvényekben egy betűként kezelik őket, tehát ezek a betűk egy négyzetbe kerülnek.

## Külső hivatkozások
- Learn Croatian – Hangos ábécé
- Omniglot.com